# ККХ-3
ККХ-3 (иногда добавляется название «Херсонец») — советский прицепной рядковый трёхрядный кукурузоуборочный комбайн, выпускавшийся Херсонским комбайновым заводом с 1960 года по н.у.в. Применялся только для уборки кукурузы (в фазе молочно-восковой, восковой и полной спелости) в початках на зерно.
Используется радиальный захват стеблей. Срезанные стебли захватываются цепями и через три ручья подаются к вальцам, где початки отделяются от стеблей и транспортируются в прицепную тележку. Измельчённая листостебельная масса переносится в грузовой транспорт.

## Оценка
Главное преимущество ККХ-3 было в том, что он убирал кукурузу с минимальными потерями зерна. Однако початки убирались в обёртках, из-за чего хозяйства тратили лишнее время на их послеуборочную очистку.